# Batrachorhina griseotincta
Batrachorhina griseotincta là một loài bọ cánh cứng trong họ Cerambycidae.